# چندجمله‌ای‌های آبل
چندجمله‌ای‌های آبل در ریاضیات دنباله‌ای چندجمله‌ای را تشکیل می دهند که جمله nام آن به صورت زیر تعریف می‌شود:
{\displaystyle p_{n}(x)=x(x-an)^{n-1}}
چندجمله‌ای‌های این دنباله به نام آبل نامگذاری شده‌اند.

## نمونه‌ها
برای a = 1, چندجمله‌ای‌ها به صورت زیر هستند:(دنباله A137452 در OEIS)
{\displaystyle p_{0}(x)=1;}
{\displaystyle p_{1}(x)=x;}
{\displaystyle p_{2}(x)=-2x+x^{2};}
{\displaystyle p_{3}(x)=9x-6x^{2}+x^{3};}
{\displaystyle p_{4}(x)=-64x+48x^{2}-12x^{3}+x^{4};}
و برای a = 2 ، چندجمله‌ای‌ها به صورت زیر خواهند بود:
{\displaystyle p_{0}(x)=1;}
{\displaystyle p_{1}(x)=x;}
{\displaystyle p_{2}(x)=-4x+x^{2};}
{\displaystyle p_{3}(x)=36x-12x^{2}+x^{3};}
{\displaystyle p_{4}(x)=-512x+192x^{2}-24x^{3}+x^{4};}
{\displaystyle p_{5}(x)=10000x-4000x^{2}+600x^{3}-40x^{4}+x^{5};}
{\displaystyle p_{6}(x)=-248832x+103680x^{2}-17280x^{3}+1440x^{4}-60x^{5}+x^{6};}